# 圖伊達灣

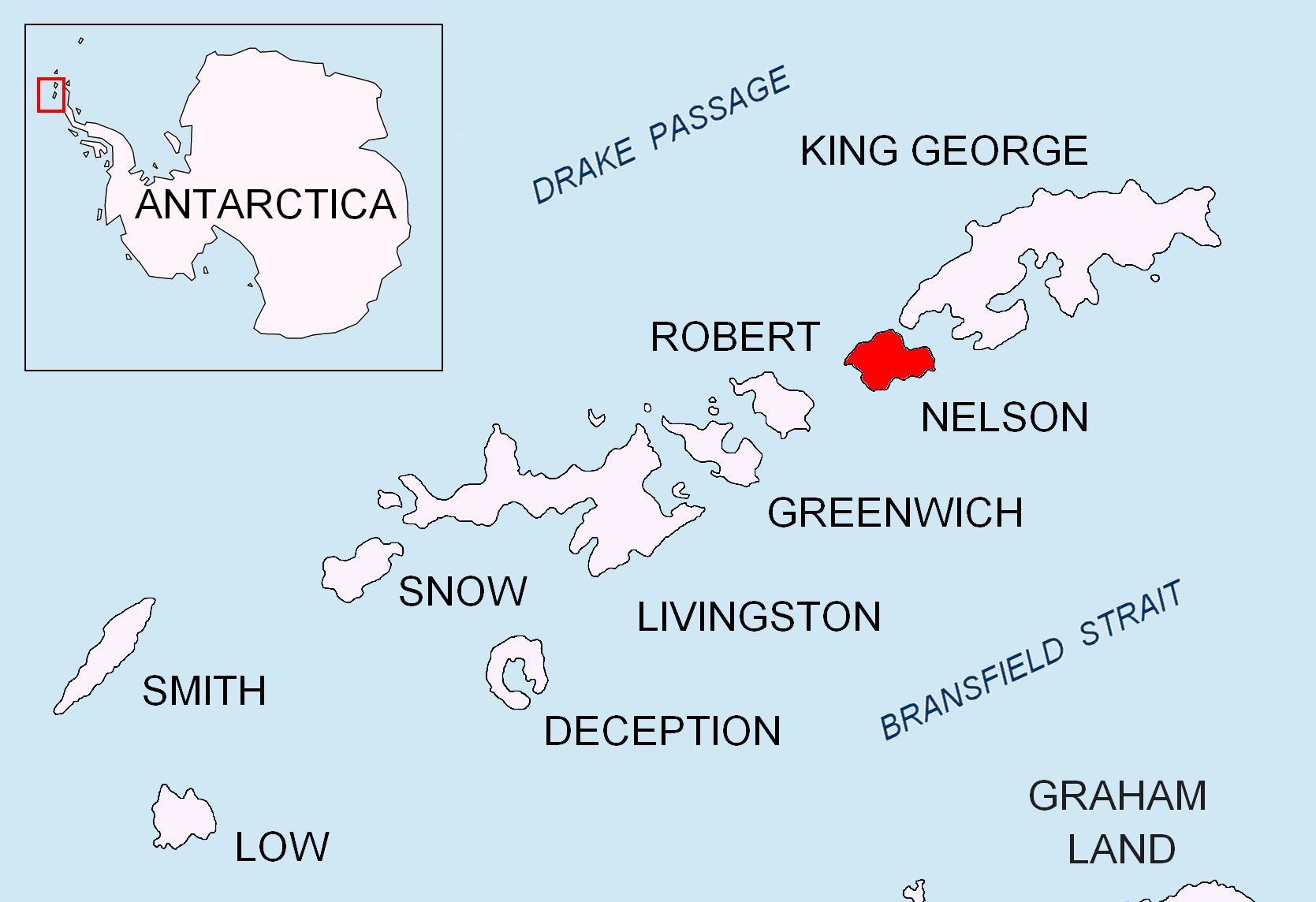

圖伊達灣（Tuida Cove），是南極洲的海灣，位於南設得蘭群島的納爾遜島東南岸，處於伊凡亞歷山大角以東和斯拉沃廷角以西，長1.56公里、寬4.13公里，以保加利亞東南部城鎮命名，現時由南極條約體系管理。
62°19′40″S 58°57′05″W / 62.32778°S 58.95139°W